# Abbath (musikalbum)
Abbath är det norska black metal-bandet Abbaths debutalbum, utgivet 2016 av skivbolaget Season of Mist. Albumet nominerades till Spellemannprisen 2016 i kategorin "Metal".

## Låtlista
1. "To War!" – 5:35
2. "Winterbane" – 6:49
3. "Ashes of the Damned" – 3:51
4. "Ocean of Wounds" – 4:44
5. "Count the Dead" – 4:57
6. "Fenrir Hunts" – 4:38
7. "Root of the Mountain" – 5:39
8. "Endless" – 4:37

Bonusspår
1. "Riding on the Wind" (Glenn Tipton/Rob Halford/K.K. Downing) (Judas Priest-cover) – 3:04
2. "Nebular Ravens Winter" (Demonaz/Abbath) (Immortal-cover) – 4:17

- Text: Simon Dancaster (spår 1–8)
- Musik: Olve Eikemo (spår 1–8)

## Medverkande
Musiker (Abbath-medlemmar)
- Abbath Doom Occulta (Olve Eikemo) – gitarr, basgitarr, sång
- King ov Hell (Tom Cato Visnes) – basgitarr
- Creature (Kevin Foley) – trummor

Bidragande musiker
- Geir Bratland – keyboard, sampling
- Herbrand Larsen – keyboard, sampling
- Ole André Farstad – sologitarr (spår 1, 5, 6)

Produktion
- Dag Erik Nygaard – ljudtekniker
- Daniel Bergstrand – ljudtekniker, ljudmix
- Giorgos Nerantzis – ljudtekniker, ljudmix, mastering
- Adrien Bousson – omslagsdesign
- Wilfred Wessel Berthelsen – omslagskonst, foto
- Simon Dancaster – sångtexter